# Carex hoodii
Carex hoodii Boott es una especie de planta herbácea de la familia de las ciperáceas.

## Hábitat y distribución
Es nativa de América del Norte occidental desde Alaska a California y Dakota del Sur, donde crece en lugares secos a húmedos, el hábitat en los bosques y en las laderas de las montañas. 

## Descripción
Esta juncia produce racimos de tallos muy finos hasta unos 80 centímetros de altura máxima. Las hojas son estrechas y con recubrimiento en las bases de una firme vaina de color verde.  La inflorescencia es un denso grupo de espiguillas de 1 a 2 centímetros de largo.  Las flores de color rojizo tienen escalas con bordes claros.  El fruto está recubierto en una perigynium que es de color marrón en el centro y verde alrededor de los bordes, y puede tener una punta escotada.

## Taxonomía
Carex hoodii fue descrita por  Francis M.B. Boott y publicado en Flora Boreali-Americana 2(11): 211–212, pl. 211. 1839.
Etimología
Ver: Carex
Sinonimia
- Carex congesta C.A.Mey. ex Boott (1858).
- Carex muricata var. confixa L.H.Bailey (1885).
- Carex hoodii var. nervosa L.H.Bailey (1889).
- Carex hoodii var. neurocarpa Piper (1906).[2]